# Katherine Reutter
Katherine Reutter (ur. 30 lipca 1988) – amerykańska łyżwiarka szybka, specjalizująca się w short tracku. Dwukrotna medalistka olimpijska z Vancouver, czterokrotna medalistka mistrzostw świata.
Igrzyska w Kanadzie były jej pierwszą olimpiadą. Wspólnie z koleżankami zdobyła brąz w sztafecie, a na dystansie 1000 metrów musiała uznać wyższość jedynie Chinki Wang Meng. Od 2007 trenuje w Salt Lake City. Ma w dorobku zwycięstwa w mistrzostwach USA oraz zawodach Pucharu Świata.